# Laurell K. Hamilton

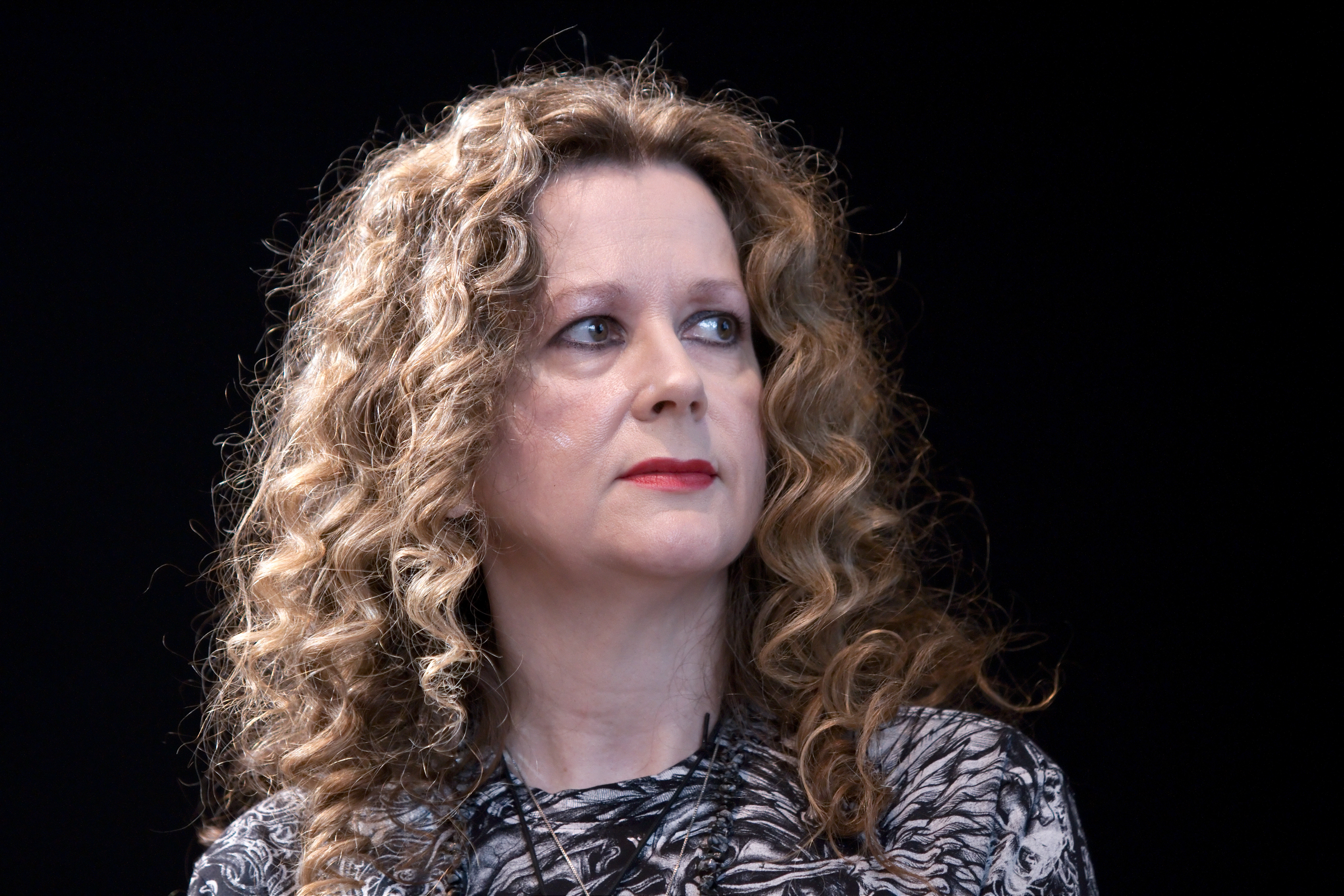
Laurell K. Hamilton nel 2010

Laurell Kaye Hamilton (Heber Springs, 19 febbraio 1963) è una scrittrice statunitense.

## Biografia
Nata Laurell Kaye Klein nel 1963 a Herber Springs, una piccola comunità dell'Arkansas, si trasferisce a Sims, nell'Indiana nel 1969, in seguito alla morte della madre in un incidente d'auto. Laurell ha soltanto sei anni e viene cresciuta dalla nonna, in seguito dichiarerà che la morte della madre, la vita con la nonna e l'assenza di figure maschili in casa «sono le tre cose che fanno di me ciò che sono».
Impara a leggere solo a sette anni a causa di una lieve dislessia non diagnosticata all'epoca, ma da quel momento si appassiona alla parola scritta e a 14 anni inizia a scrivere le sue prime storie a sfondo horror.
Frequenta un college cristiano nell'Indiana dove si laurea in inglese e biologia. È qui che conosce anche suo marito Gary Hamilton di cui prenderà il cognome.
È sempre al college che sviluppa la sua passione per la narrativa, prendendo parte al programma di scrittura creativa dell'ateneo, dal quale però viene estromessa alla fine del secondo anno a causa di forti contrasti con l'insegnante che non approva la sua scelta di temi.
Dopo le aspre critiche della docente, che le assicura che non avrà mai successo come scrittrice, la Hamilton si laurea, ma abbandona la scrittura per due anni.
Si trasferisce prima a Los Angeles e poi a St. Louis nel Missouri, ricominciando a mandare storie e racconti agli editori e ricevendo numerosi rifiuti. Inizia anche il suo primo romanzo, Nightsheer, ed entra a far parte del gruppo di scrittori ucronici "Alternate Historian".
Dopo la pubblicazione di Nightsheer e di un romanzo della serie di Star Trek intitolato Nightshade, l'autrice incontra fortune alterne fino all'uscita del primo volume della saga di Anita Blake - Cacciatrice di vampiri, che la porta al successo.
Vive ad Arnold, St. Louis, con il suo secondo marito, sua figlia e tre cani.

## Opere
Anita Blake, cacciatrice di vampiri e negromante, è la più famosa eroina della Hamilton: dopo l'esordio nel 1993 con Nodo di sangue, la saga ha acquisito una crescente popolarità, arrivando ad essere tradotta in 16 lingue e a vendere più di 6 milioni di copie in tutto il mondo.
A partire dal 2000 la scrittrice ha dato vita a un altro personaggio femminile, Meredith Gentry, misteriosa e seducente principessa del popolo fatato che lavora come investigatrice privata a Los Angeles. Anche questa serie si è affermata in tutto il mondo, vendendo più di un milione di copie.
La serie è caratterizzata da una preponderante tematica sensuale e le trame investigative e magiche si intrecciano con intrighi di tipo romantico ed erotico, prendendo amplissimo spazio nella narrazione.

### Serie di Anita Blake
1. Nodo di sangue (Guilty Pleasures, 1993) (Milano, Editrice Nord, 2003) ISBN 88-429-1279-4
2. Resti mortali (The Laughing Corpse, 1994) (Milano, Editrice Nord, 2006) ISBN 88-429-1438-X
3. Il circo dei dannati (Circus of the Damned, 1995) (Milano, Editrice Nord, 2004) ISBN 88-429-1301-4
4. Luna nera (The Lunatic Cafe, 1996) (Milano, Editrice Nord, 2004) ISBN 88-429-1336-7
5. Polvere alla polvere (Bloody Bones, 1996) (Milano, Editrice Nord, 2005) ISBN 88-429-1374-X
6. Il ballo della morte (The Killing Dance, 1997) (Milano, Editrice Nord, 2005) ISBN 88-429-1408-8
7. Dono di cenere (Burnt Offerings, 1998) (Milano, Editrice Nord, 2007) ISBN 978-88-429-1483-9
8. Blue Moon (1998) (Milano, Editrice Nord, 2008) ISBN 978-88-429-1539-3
9. Butterfly (Obsidian Butterfly, 2000) (Milano, Editrice Nord, 2009) ISBN 978-88-429-1539-3
10. Narcissus (Narcissus in Chains, 2001) (Milano, Editrice Nord, 2010) ISBN 978-88-429-1641-3
11. Cerulean Sins (2003) (Milano, Editrice Nord, 2010) ISBN 978-88-429-1681-9
12. Incubus Dreams (2004) (Milano, Editrice Nord, 2011) ISBN 978-88-429-1705-2
13. Micah (2006) (Milano, Editrice Nord, 2011) ISBN 978-88-429-1855-4
14. Death Dance (Danse Macabre, 2006) (Milano, Editrice Nord, 2012) ISBN 978-88-429-1857-8
15. Harlequin (The Harlequin, 2007) (Milano, Editrice Nord, 2012) ISBN 978-88-429-1858-5
16. Blood Noir (2008) (Milano, Editrice Nord, 2013) ISBN 978-88-429-2128-8
17. Skin Trade (2009) (Milano, Editrice Nord, 2013) ISBN 978-88-429-2171-4
18. Flirt (2010) (Milano, Editrice Nord, 2014) ISBN 978-88-429-2172-1
19. Bullet (2010) (Milano, Editrice Nord, 2014) ISBN 978-88-429-2496-8
20. Hit List (2011) (Milano, Editrice Nord, 2015) ISBN 978-88-429-2499-9
21. Kiss the Dead (2012) (Milano, Editrice Nord, 2015) ISBN 978-88-429-2644-3
22. Affliction (2013) (Milano, Editrice Nord, 2016) ISBN 978-88-429-2769-3
23. Jason (2014) (Milano, Editrice Nord, 2016) ISBN 978-88-429-2860-7
24. Dead Ice (2015) (Milano, Editrice Nord, 2017) ISBN 978-88-429-2897-3
25. Crimson Death (2016)
26. Serpentine (2018)
27. Sucker Punch (2020)
28. Rafael (2021)
29. Smolder (2023)

#### Storie brevi
1. Beauty (2012)
2. Dancing (2013)
3. Shutdown (rilasciata non ufficialmente e temporaneamente nell'ottobre 2013, mai pubblicata formalmente)
4. Wounded (2016)

### Serie di Meredith Gentry
1. Un bacio nell'ombra (A Kiss of Shadows, 2000) (Milano, Editrice Nord, 2006) ISBN 88-429-1307-3
2. Il tocco della notte (A Caress of Twilight, 2002) (Milano, Editrice Nord, 2007) ISBN 978-88-429-1397-9
3. Sedotta dalla luna (Seduced By Moonlight, 2004) (Milano, Editrice Nord, 2008) ISBN 978-88-429-1580-5
4. Nel cuore della notte (A Stroke of Midnight, 2005) (Milano, Editrice Nord, 2009) ISBN 978-88-429-1627-7
5. Il bacio della tempesta (Mistral's Kiss, 2006) (Milano, Editrice Nord, 2010) ISBN 88-429-1680-3
6. Un soffio di gelo (A Lick of Frost, 2007) (Milano, Editrice Nord, 2011) ISBN 978-88-429-1700-7
7. Lacrime di tenebra (Swallowing Darkness, 2008) (Milano, Editrice Nord, 2011) ISBN 978-88-429-1887-5
8. Un sospiro nel vento (Divine Misdemeanors, 2009) (Milano, Editrice Nord, 2012) ISBN 978-88-429-1923-0
9. A Shiver of Light (2014)

### Altri romanzi
- Star Trek - The Next Generation Nightshade (1992)
- Nightseer (1992)
- Le nebbie di Ravenloft - Morte di un signore oscuro (Ravenloft: Death of a Darklord 1995) (Milano, Armenia, 2006) ISBN 978-88-344-1997-7
- Strange Candy (2006)

## Racconti
- Gelo mortale (Winterkill, 1990); Oche (Geese, 1991), in Storie fantastiche di Dame, Eroi e Incantesimi, a cura di Marion Zimmer Bradley, 1994